# Cynthia Gibb
Cynthia Gibb (Bennington (Vermont), 14 december 1963) is een Amerikaanse actrice en voormalig model.
Gibb werd vooral bekend van haar rol als Holly Laird in de televisieserie Fame waar zij in 57 afleveringen speelde.

## Biografie
Gibb werd geboren in Bennington (Vermont) maar groeide op in Westport (Connecticut). Op veertienjarige leeftijd begon zij als model, zij heeft onder andere gestaan op de cover van Vogue. Door haar modelwerk werd zij ontdekt als actrice en besloot zij om hierin haar carrière voort te zetten.
Gibb was getrouwd en heeft uit dit huwelijk drie kinderen met wie zij nu in Los Angeles woont.

## Filmografie

### Films
Selectie:
- 2015 Christmas Land - als ms. Nickerson
- 2013 The Cheating Pact – als Brenda Marshall
- 2009 Accused at 17 – als Jacqui Madler
- 2002 Full Frontal – als zwangere vrouw
- 1990 Death Warrant – als Amanda Beckett
- 1989 When We Were Young – als Ellen Reese
- 1988 Short Circuit 2 – als Sandy Banatoni
- 1987 Malone – als Jo Barlow
- 1986 Salvador – als Cathy Moore
- 1986 Youngblood - als Jessie Chadwick
- 1980 Stardust Memories – als jonge fan

### Televisieseries
Uitgezonderd eenmalige gastrollen.
- 2001 Life with Judy Garland: Me and My Shadows - als verteller - 2 afl.
- 1995 – 1997 Deadly Games – als Lauren Ashborne – 13 afl.
- 1994 – 1995 Madman of the People – als Meg Buckner – 16 afl.
- 1993 Prins Valiant – als prinses Millicante – 2 afl.
- 1983 – 1987 Fame – als Holly Laird – 57 afl.
- 1981 – 1983 Search for Tomorrow – als Susan Martin Wyatt Carter – 3 afl.

- Biblioteca Nacional de España: XX1260886
- Bibliothèque nationale de France: cb140486035 (data)
- Gemeinsame Normdatei: 1255078820
- International Standard Name Identifier: 0000 0000 6302 0587
- Library of Congress Control Number: n94017336
- MusicBrainz: 31fddd17-49cc-4f92-af41-61331c7dc176
- Nederlandse Thesaurus van Auteursnamen: 340942649
- Système universitaire de documentation: 146792912
- Virtual International Authority File: 39578890
- WorldCat: E39PBJmxXTmDx9Bd4QJmpXDrMP